# Dryope
Dryope (stgr. Δρυόπη) – postać z mitologii greckiej.

## Życiorys
Była córką króla Dryopsa lub Eurytosa. Strzegła ojcowskich stad na górze Ojtii, przyjaźniła się z hamadriadami. Pewnego razu ujrzał ją Apollo i zakochany w niej zamienił się w żółwia. Dziewczęta zaczęły bawić się żółwiem jak piłką, aż w końcu wylądował on na kolanach Dryope. Wtedy bóg przemienił się w węża i pod tą postacią posiadł ją. Przerażona Dryope zataiła tę historię i niedługo po powrocie do domu poślubiła Andrajmona, syna Oksylosa. Ze związku z Apollem powiła natomiast syna Amfissosa. Ten, gdy dorósł, wzniósł na górze Ojtii sanktuarium poświęcone Apollonowi, w którym Dryope została kapłanką. Pewnego dnia postanowiła odwiedzić swoje dawne towarzyszki. Hamadriady zabrały ją ze sobą, a w miejscu, gdzie Dryope zniknęła, wyrosła topola i wytrysnęło źródło.
Według innej wersji mitu, przytoczonej przez Owidiusza w Metamorfozach, Dryope udała się kiedyś nad jezioro, aby nazrywać kwiatów lotosu dla małego Amfissosa. Zachwycona gałązką na drzewie postanowiła ją zerwać, nie mając świadomości, że w drzewo to przemieniła się uciekająca przez zalotami Priapa nimfa Lotis. Z ułamanej rośliny pociekła krew, a zagniewana Lotis przemieniła wówczas Dryope w identyczne drzewo, jakim sama była. Nie jest jasne, o jakie drzewo nazywane lotosem chodziło w micie. Możliwe, że o głożynę.